# Simon VI. de Montfort

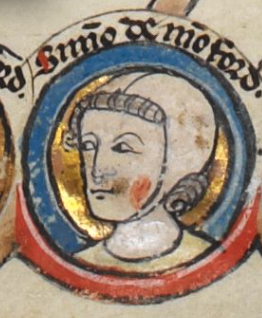
Simon de Montfort der Jüngere. Buchmalerei aus dem 13. Jahrhundert

Sir Simon VI. de Montfort, genannt der Jüngere, (* April 1240 bei Brindisi; † 1271 bei Siena) war ein englischer Adliger und Militär.

## Herkunft
Simon entstammte der Familie Montfort-l’Amaury. Er war der zweite Sohn von Simon de Montfort, 6. Earl of Leicester und von Eleanor von England, der jüngsten Tochter von König Johann Ohneland, und wurde vermutlich im April 1240 bei Brindisi geboren, von wo sich sein Vater zum Kreuzzug der Barone einschiffen wollte. 

## Leben

### Unterstützer seines Vaters gegen König Heinrich III.
Zusammen mit seinem Bruder Henry begleitete er im Oktober 1259 seinen Vater nach Frankreich. Im Oktober 1260 wurde er vom Thronfolger Lord Eduard zum Ritter geschlagen. Als sich der Konflikt zwischen den Anhängern seines Vaters und denen seines Onkels König Heinrich III. zum offenen Krieg der Barone ausweitete, unterstützte Simon wie seine Brüder seinen Vater und plünderte im Sommer 1263 zusammen mit seinem Bruder Henry die Besitzungen von Bonifatius von Savoyen, dem Erzbischof von Canterbury, in Kent. 
Als sich der König im August 1263 dem Druck der Rebellen beugen und Anfang September die Provisions of Oxford erneut anerkennen musste, erhielt Simon von seinem Vater, der faktisch Regent von England geworden war, die Besitzungen von John Mansel, einem ins Exil gegangenen Vertrauten des Königs. Nachdem der französische König Ludwig IX. am 23. Januar 1264 in seinem Schiedsspruch, der Mise of Amiens, die Provisions of Oxford für ungültig erklärt hatte, brach der Konflikt wieder offen aus. Simon und Henry de Montfort führten im Februar 1264 eine Streitmacht in die Welsh Marches, um die auf der Seite des Königs stehenden Marcher Lords zu bekämpfen. Anschließend zog er nach Northampton, wo er zusammen mit anderen Rebellen nach einem Gefecht gegen die Anhänger des Königs am 5. April 1264 in Gefangenschaft geriet. Aber bereits am 14. Mai siegte sein Vater in der Schlacht von Lewes über den König, der nun seinerseits in Gefangenschaft geriet. Simon kam wieder frei, und sein Vater übertrug ihm die Verwaltung von Gloucester, Nottingham, Portchester und anderen wichtigen königlichen Burgen. Von Winter 1264 bis Frühling 1265 belagerte er im Auftrag seines Vaters Pevensey Castle in Sussex, eine Burg von Peter von Savoyen, die immer noch von königlichen Truppen gehalten wurde. 
Während dieser Zeit war er eine der Stützen der erneuten Regentschaft seines Vaters, dabei beging er jedoch Fehler, die mit zum Sturz seines Vaters führten. Zuerst versuchte er Isabel de Forz, die reichste Erbin Englands, zu entführen, um sie zu heiraten und um so in den Besitz ihres Erbes zu kommen. Der Versuch scheiterte jedoch, da Isabel rechtzeitig fliehen konnte. Erfolgreicher war Simon dabei, den Baron William de Braose durch eine Kombination von Gewalt und Rechtsbeugung zu zwingen, auf seine Herrschaft Rape in Sussex zu verzichten, und selbst zum Herrn von Rape zu werden.

### Niederlage und Gefangenschaft

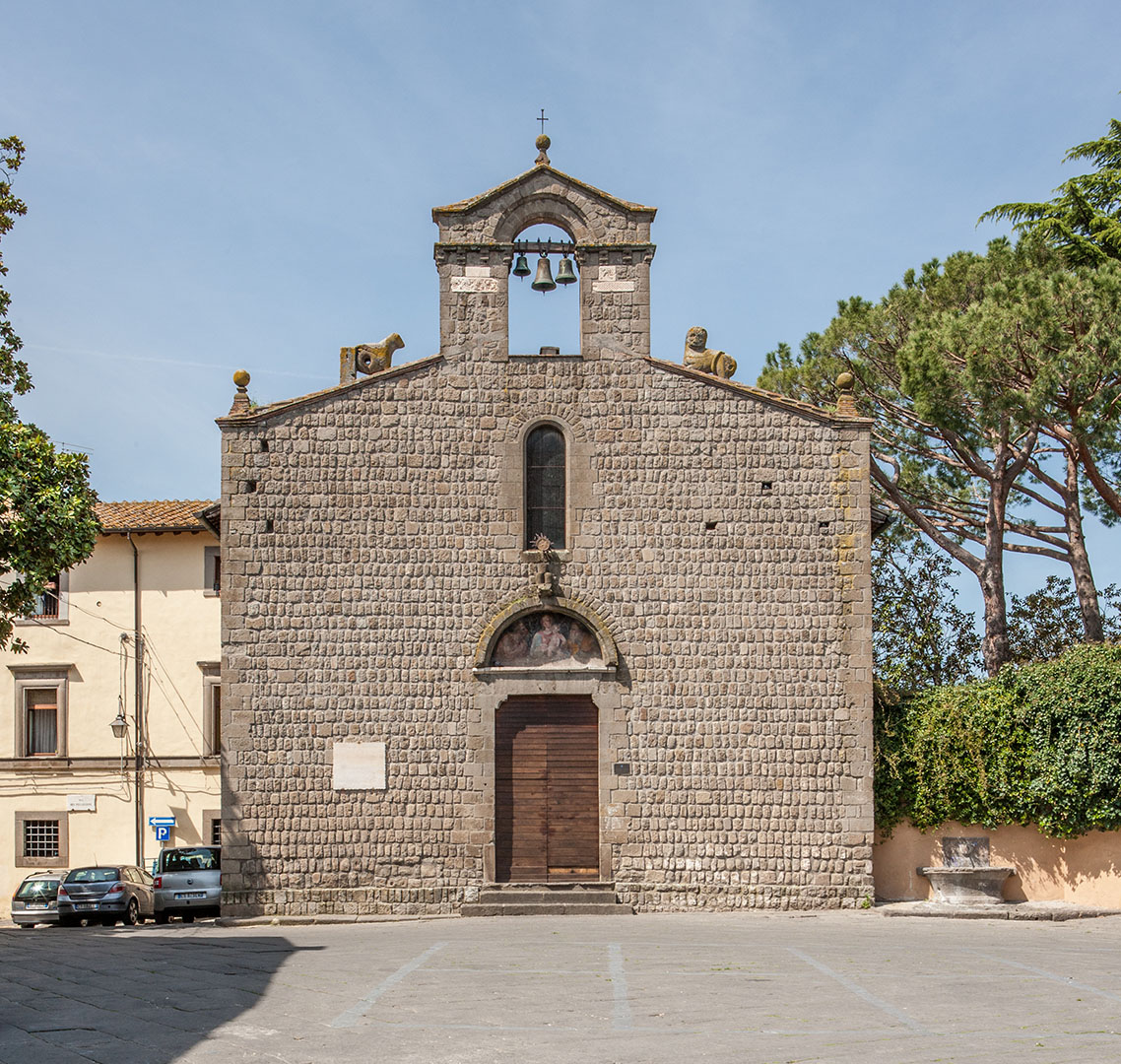
Die Kirche San Silvestro in Viterbo, in der Simon und Guy de Montfort Henry of Almain ermordeten

Als der Krieg im Frühjahr 1265 erneut aufflammte, sicherte Simon für seinen Vater Südostengland, während dieser im April die Anhänger des Königs bis in die Welsh Marches verfolgte. Als sein Vater dort im Mai von den Anhängern des Königs eingeschlossen wurde, zog Simon von Dover nach London, wo er ein Heer aufstellte. Von dort zog er nach Winchester, das er plünderte, und weiter über Oxford und Northampton nach Kenilworth, das er am 31. Juli erreichte. Seine Truppen lagerten vor der Burg und wurden in der Nacht von einer königlichen Armee unter Lord Eduard überrascht und in die Flucht geschlagen. Simon konnte knapp entkommen, sein Banner fiel jedoch in die Hände des Prinzen. Lord Eduard wandte am 4. August in der anschließenden Schlacht von Evesham eine Kriegslist an, indem er unter dem Banner Simons den Truppen Montforts entgegen zog. Simon hatte noch versucht, sich mit seinen verbliebenen Truppen seinem Vater anzuschließen, erreichte jedoch Evesham erst, als das Heer seines Vaters schon vernichtet war. Er sah den abgeschlagenen Kopf seines Vaters, der auf einer Lanze aufgesteckt war, und flüchtete zurück nach Kenilworth Castle. Dort ließ er am 6. September Richard von Cornwall, den Bruder des Königs, der sich in der Gefangenschaft seines Vaters befunden hatte, frei. Nach erfolglosen Verhandlungen mit König Heinrich III. verließ er im November Kenilworth Castle und schloss sich auf der Isle of Axholme in Lincolnshire einer verbliebenen Rebellengruppe an. Die Gruppe wurde im Dezember 1265 von einer königlichen Truppe unter Lord Eduard gestellt und gezwungen, sich zu ergeben. Lord Eduard verlangte von Simon, dass er die Besatzung von Kenilworth Castle zur Aufgabe überreden und anschließend England verlassen sollte. Im Gegenzug bot er ihm eine Pension an. Trotz Simons Versuch weigerten sich jedoch die Rebellen in Kenilworth, sich zu ergeben, und Simon wurde nach London gebracht. Von dort flüchtete er am 10. Februar 1266 nach Winchelsea. Nachdem er zunächst eine Gruppe von Seeräubern geführt hatte, ging er schließlich nach Frankreich ins Exil. 

### Exil und Tod
Angeblich versuchte er, in Frankreich eine Armee aufzustellen, um mit dieser in England zu landen und den Kampf fortzusetzen. Im September 1267 versuchte der französische König Ludwig IX. in Verhandlungen mit dem englischen König, Simon die Rückkehr zu ermöglichen, doch König Heinrich III. stellte unannehmbare Bedingungen, so dass die Verhandlungen scheiterten. 
Mit seinem Bruder Guy schloss sich Simon daher Karl von Anjou an, der das Königreich Sizilien erobert hatte. Auf der Seite Anjous kämpften sie 1268 in der siegreichen Schlacht bei Tagliacozzo gegen den Staufer Konradin. Im März 1271 gehörten sie zum Gefolge von Karl von Anjou, als dieser sich anlässlich der Papstwahl in Viterbo aufhielt. Dort erfuhren Simon und Guy vom Aufenthalt ihres Cousins Henry of Almain, einem Sohn von Richard von Cornwall, in der Stadt. Gemeinsam mit Guys Schwiegervater überfielen die Brüder ihren Cousin am 13. März in der Kirche San Silvestro. Obwohl dieser sich an den Altar klammerte und vergeblich um Gnade bat, töteten sie ihn aus Rache für den Tod ihres Vaters und Bruders bei Evesham. Diese Tat hatte die sofortige Ächtung der Montfort-Brüder zur Folge, Simon starb noch im selben Jahr auf einer Burg bei Siena. 